# 黃錫彤
黃錫彤（?—?），字子受，初名黃兆白，湖南省長沙府善化縣（今湖南省長沙市）人，清朝政治人物、進士出身。
咸豐九年，登進士，改庶吉士。后任翰林院編修。同治三年，任廣西鄉試正考官。同治七年，任福建道監察御史，后改四川道監察御史。